# 喬爾諾胡濟
48°16′14″N 25°13′39″E / 48.27056°N 25.22750°E

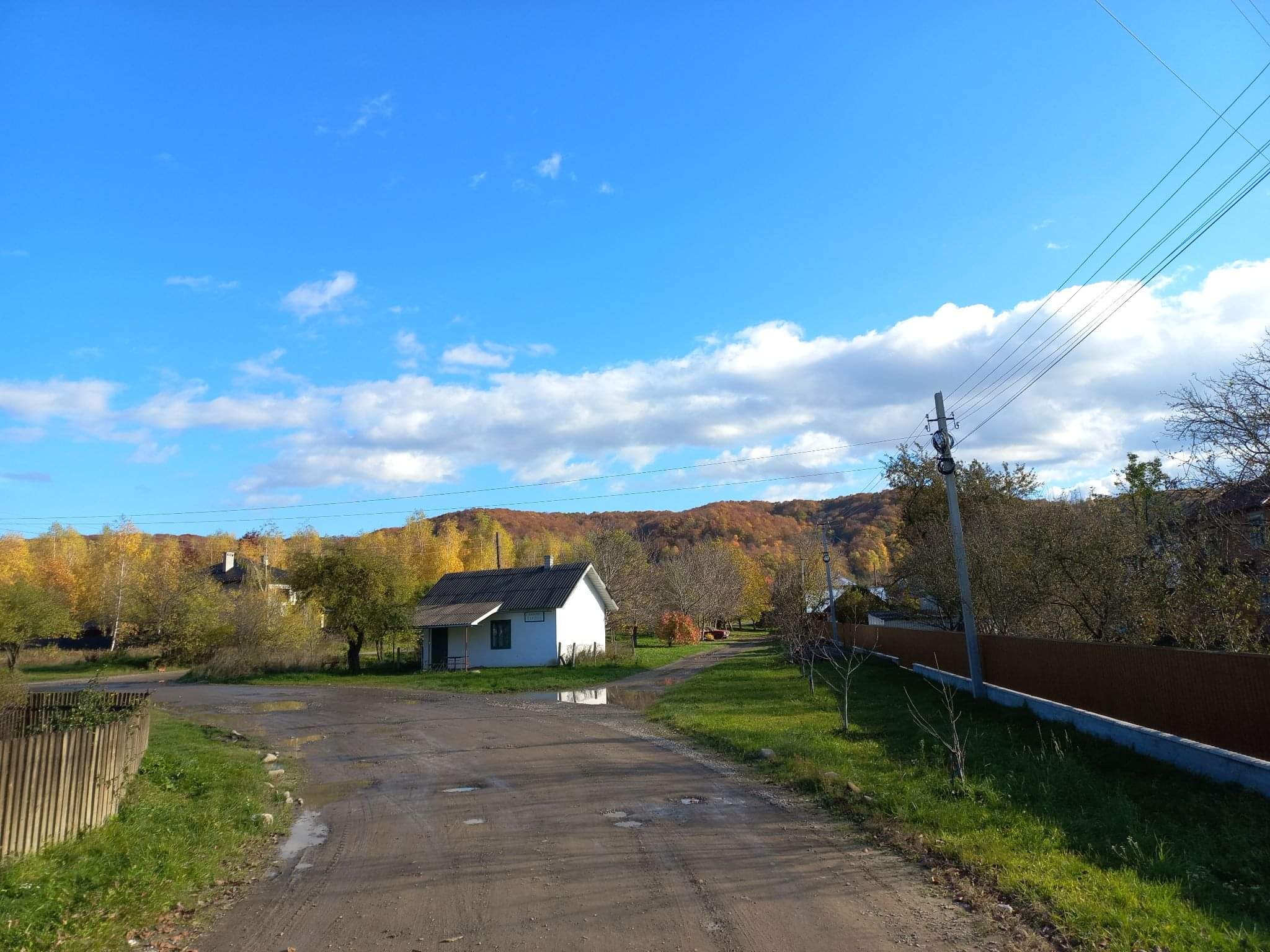
村景

喬爾諾胡濟（烏克蘭語：Чорногузи）是位於烏克蘭西南部的村莊，由切爾諾夫策州維日尼察區的維日尼察市鎮負責管轄。該村海拔高度318米，2001年人口2,804，99%居民使用烏克蘭語。